# Welsh corgi pembroke
Welsh corgi pembroke (FCI #039) er hyrdehund, der stammer fra Wales i Storbritannien.
Pembroke har mindre og mere spidse ører end Welsh Corgi Cardigan og kan fødes stumphalet. Farven er ensfarvet rød, zobel, fawn eller trefarvet, alle farver med eller uden hvidt
Dronning Elizabeth II af England har syv pembroke og har haft racen siden sin ungdom.
Ifølge legenden var det de walisiske alfer, der gav mennesket corgien som gave.
Denne legende er opstået, fordi man kan se spor efter "seletøj" på corgiens skulderparti, når den fælder.

## Hyrdehund
Corgien er en lavbenet hyrdehund, og udfører dens opgave ved at bide kvæget i hælene, og dens lave højde gør det muligt at undgå at blive sparket i processen, eller eventuelt at lave en form for rullefald i sikkerhed. I stedet for at samle kvæget på den måde en collie ville gøre, ved at løbe rundt om flokken, drives dyrene fremad ved at bide dem i hælene og presse dem bagfra i halvcirkler. Hvis et af dyrene i flokken skulle dreje og angribe, vil corgien bide den i næsen for at få den til at dreje og genindtræde i flokken. Selv om de er specialiserede i at vogte kvæg, kan de også vogte får, walisiske ponyer, og, som en ganske få racer, gæs.

### To racer - næsten samme navn
Der er to racer af walisiske corgi - cardigan og pembroke, hver opkaldt efter de amter (Cardiganshire og Pembrokeshire) i Wales, hvor det stammer fra. Forskellene mellem de to racer omfatter knoglestruktur, kropslængde og størrelse. 
Welsh corgi cardiganen er den største af de to racer med store afrundede ører og en lang hale. Den forefindes i flere farver end pembroken, men hvid må ikke dominere i dens pels. 
Den har dobbelt pels, hvor den ydre pels er tæt, lidt hård i tekstur og af middel længde. Hundens underuld er kort, blød og tyk. Skulderhøjde er på ca. 30 cm og den vejer op til 14 kg.
Welsh corgi pembroken har spidse ører og er noget mindre i statur end cardiganen. Den betragtes som en praktisk hund, den er lavbenet (men hurtig), intelligent, stærk og robust med udholdenhed nok til at arbejde hele dagen på gården. Hundens hoved er rævelignende, og halen ofte kort, men langhalede individer forekommer også. Halekupering er ikke tilladt i Danmark! 
Den ydre pels er tæt, og af middel længde hvor imod underulden er kort, blød og tyk. Der kan i sjældne tilfælde forekomme individer med lang pels. Disse må ikke fremvises på udstillinger i Danmark og må heller ikke bruges i forbindelse med avl.
Kan ses i ensfarvet rød, zobel, fawn, black and tan, alle farver med eller uden hvide aftegninger på ben, bryst og hals. Lidt hvidt er, ifølge racebeskrivelserne, tilladt på hoved og næseparti.
Skulderhøjde på mellem 25 og 30 cm. Hanner vejer 12 - 14 kg og hunner vejer 10 - 12 kg.
Den var Dronning Elizabeth II's ynglingsrace siden hendes barndom. Hun havde gennem i sin tid mere end 30 hunde. Den engelske dronning krydsede pembroken med en glathåret gravhund (Dachshund) og frembragte derved en designerhund med tilnavnet "Dorgie".

### Oprindelsen ...
Corgiens oprindelse er vanskelig at spore. Der omtales i det 11. århundrede en walisisk kvæg hund, men der er ingen beviser for, om det er en corgi eller en forfader. Walisiske folkesagn siger at corgien er de bittesmå skov fekrigeres foretrukne race. Der er også en folkemusik legende, der siger corgien var en gave fra skovfeer, og at markeringer omkring nakken og skulderne er afmærkninger fra seletøj og sadler - dette ses specielt når hunden fælder.
Pembroken menes at have været indført til Wales, af flamske vævere omkring år 1100. En anden mulighed, er en mulig avl mellem en welsh corgi cardigan og den svenske västgötaspidsen, en spitz-type, der ligner pembroken, og som kan være bragt til Wales af skandinaviske angribere.
Man har sågar fundet ud af, at de hyrdede besætninger den lange vej fra Wales til London, til markeder. I det fattige Wales havde man ikke råd til at eje flere hunde, derfor brugte man også denne race til andre ting. De var pålidelige og effektive vagthunde i deres ”fritid” og passede både børn og gården.
I mange år blev cardiganen og pembroken fremvist som to varianter af den samme race. Da de to corgi racer er udviklet i det walisiske bjergland, i områder ganske tæt på hinanden, er der tegn på krydsning mellem de to. Corgien er en af de ældste hunderacer i England og har igennem århundreder været med til at hjælpe walisiske landmænd med at vogte får og kvæg, og hyrde husdyrene frem og tilbage til græsningsarealer. Under de tidlige bosættelser, er disse hunde blev værdsatte familiemedlemmer, der har hjulpet med at jage vildt og passe på børnene. 
Den første registrerede udstilling i Wales er registreret i 1925. De første showcorgis var brugshunde, og fik kun moderat opmærksomhed. Den efterfølgende avls indsats, forbedrerede hundens naturlige gode udseende, og blev belønnet med øgede popularitet. Først i 1943 blev pembroke og cardigan to separate racer.
Den forventede levetid er 12 - 14 år.

### Corgier i Danmark
De 2 racer i ikke så udbredt i Danmark. I 2014 er der flest opdrættere af cardigans, mens pembroken er en mere "truet" hunderace.